# Будкевич Борис Петрович
Будкевич Борис Петрович (нар. 17 липня 1923 р., Олександрівка, Черкаський округ, Київська область, Українська РСР, СРСР — пом. 7 червня 1993 р., Запоріжжя, Україна) — радянський артист — керівник декількох вокально-інструментальних ансамблів. Один з перших повоєнних пропагандистів джазу на Україні.

## Походження та перші кроки
Борис Будкевич народився 17 липня 1923 року в Олександрівці Черкаського округу Київської губернії. Батько був хліборобом, мати-домогосподаркою. З дитячих років захоплювався музикою, брав участь у шкільній самодіяльності, самостійно навчився грати на декількох духових інструментах, таких як саксофон, кларнет, труба, але улюбленим інструментом все ж був саксофон. Почав активно цікавитися джазом після перегляду фільмів з участю Леоніда Утьосова.

## Участь у бойових діях
У перші дні війни Борис Будкевич був евакуйований з Черкаським будинком офіцерів до Актюбінська (Казахська РСР), де в 1942 році почала формуватися 101-ша окрема стрілецька бригада. В серпні цього ж року, закінчивши підготовку, бригада була відправлена на Калінінський фронт. 18 грудня 1942 року, в районі Ржева, Борис Будкевич був поранений, але не залишив свою частину і лише під час затишшя був відправлений у госпіталь. Через 2 місяці він одужув і продовжив брати участь у бойових діях у складі 727-го окремого стрілецького полку Прибалтійського фронту. 20 березня 1944 року він знову отримує поранення. З липня 1944 року знову на фронті, в 27 залізничній бригаді. Перемогу зустрів у місті Брно, Чехословаччина.

## Творчість
Після німецько-радянської війни Борис Будкевич почав активно займатися музикою і живописом. Неодноразово відвідував концерти Леоніда Утьосова, на одному з яких йому вдалося познайомитися зі своїм кумиром. У 1955 році він брав участь у виставці народного образотворчого мистецтва Закарпатської області. Улюбленим видом роботи була аранжування. Працював Борис Будкевич у Чернігівській, Житомирській, Адигейській та Запорізькій філармоніях. Скрізь був художнім керівником ВІА або естрадних ансамблів. У 1970—1982 роках працював у Дніпропетровській філармонії, створив і керував ВІА «Дніпро». Цей колектив був удостоєний звання Лауреата конкурсу артистів естради. На початку 1970-х років керував Дніпропетровським ВІА «Дніпровські вогні».
В останні роки свого життя Бориса Будкевича далися взнаки фронтові рани. Однак він продовжував працювати і готував молоде покоління музикантів до виступів.
Помер 7 червня 1993 року в місті Запоріжжі.